# Masque d'or (France)
Pour l’article homonyme, voir Masque d'or (Russie).
Le Masque d'or est une récompense de théâtre qui est décernée tous les quatre ans  (en alternance avec le Grand Prix Charles Dullin) par la Fédération nationale des compagnies de théâtre et d'animation au meilleur spectacle de théâtre amateur de la saison.

Créé en 1982, le Masque d'or – Grand Prix Charles Dullin est organisé conjointement par la FNCTA et l’Association Charles Dullin en Savoie.

## Palmarès du Masque d’Or
- 1982 : Le Contre Pitre d’Hélène Parmelin par Le Théâtre de l’Ombre (Paris).
- 1984 : Voulez-vous jouer avec Moa ? de Marcel Achard par Le Cercle Molière (Nice).
- 1986 : Macbett d’Eugène Ionesco par le Théâtre du Torrent (Annemasse).
- 1988 : Dreyfus de Jean-Claude Grumberg par Le Théâtre 2000 (Bron).
- 1990 : La Puce à l'oreille de Georges Feydeau par La Baraque Foraine (Lille).
- 1992 : Le Théâtre ambulant Chopalovitch de Lioubomir Simovitch par Le Topel Théâtre (Rennes).
- 1997 : Yineka d’après Aristophane par La Nouvelle Cigale (Aigues-Mortes).
- 1999 : Roméo et Juliette de William Shakespeare par Le Groupe Acteur les Nous (Rennes).
- 2001 : George Dandin de Molière par La Compagnie la Trappe (Orsay).
- 2003 : L'Atelier de Jean-Claude Grumberg par Le Théâtre 2000 (St Genis Laval).
- 2007 : Hôtel des deux mondes de Éric-Emmanuel Schmitt par le Théâtre du Torrent (Annemasse).
- 2011 : À tous ceux qui de Noëlle Renaude par La Compagnie du Noyau (Fontenay-le-Comte).
- 2016 :  Ô ciel la procréation est plus aisée que l’éducation de Sylvain Levey par La Fausse Compagnie (Les Herbiers).
- 2020 : Edition annulée en raison de la crise du Covid-19